# جون إل. مول
جون إل. مول (بالإنجليزية: John L. Moll)‏ هو مهندس أمريكي، ولد في 21 ديسمبر 1921 في واوسون في الولايات المتحدة، وتوفي في 19 يوليو 2011 في بالو ألتو في الولايات المتحدة.